# Ernst Wigforss

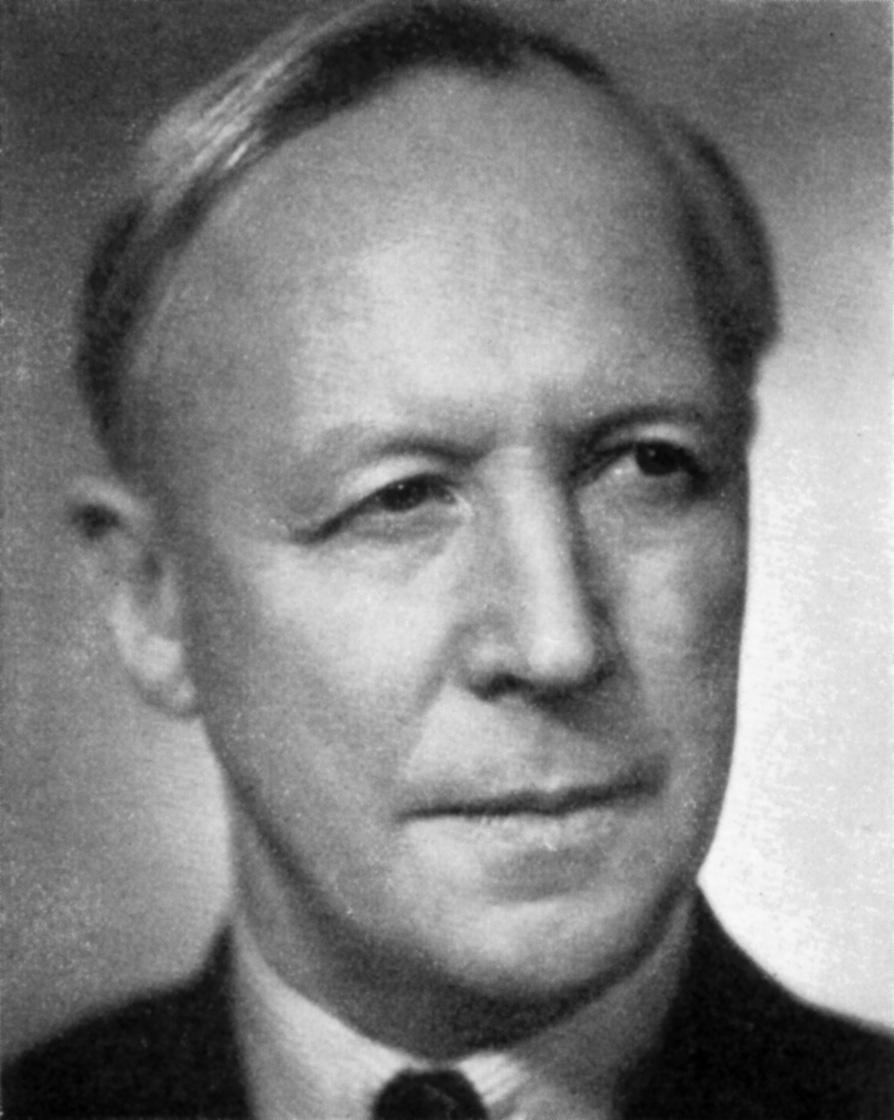
Ernst Wigforss

Ernst Johannes Wigforss (* 24. Januar 1881 in Halmstad; † 2. Januar 1977 in Stora Hult, Gemeinde Båstad) war ein schwedischer Linguist und Politiker der Sozialdemokratischen Arbeiterpartei Schwedens (SAP). In mehreren Wahlperioden war er schwedischer Finanzminister.
Wigforss wurde in Halmstad an der schwedischen Westküste geboren. Sein Vater war Handwerker.
Nachdem er am öffentlichen Gymnasium in Halmstad das Abitur abgelegt hatte, begann Wigforss 1899 ein Studium an der Universität Lund und wurde 1913 mit einer Arbeit, die später Teil des größeren Werkes über Die Volkssprache von Halland wurde, promoviert. Wigforss entwickelte darin ein modernes Verständnis von Sprache als grundlegend und konstituierend für Kultur.

## Weg zum Politiktheoretiker

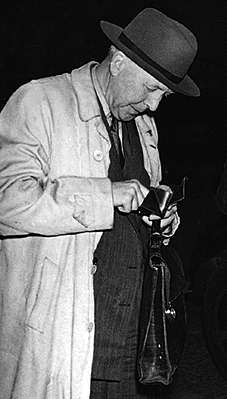
Ernst Wigforss (1947)

Während des Studiums wurde sein Interesse an gesellschaftlichen Vorgängen und Politik geweckt. Zudem befreite er sich zunehmend von der durch das Elternhaus geprägten Religiosität. Wigforss wurde Mitglied einer politischen Vereinigung von Studenten in Lund, die dem Radikalismus nahestand. 1907 wurde Wigforss Vorsitzender der Gruppe.
Schnell begann Wigforss, sich mit den Werken von Karl Marx und Friedrich Engels zu beschäftigen. 1908 brachte er das Buch Materialistische Geschichtsauffassung und Klassenkampf heraus. Zeit seines Lebens hielt Wigforss allerdings eine kritische Distanz zu Marx und vor allem zu jenen, die dessen Schriften kanonisierten. Vor allem die Marxsche Mehrwerttheorie überzeugte Wigforss nicht, wohl aber beschäftigte er sich auch später noch intensiv mit den Problemen des Wertes.
Wigforss entwickelte sich schnell zum engagierten Diskutanten und programmatischen Vordenker in der schwedischen Sozialdemokratie. Schon früh löste sich Wigforss von einer Vorstellung der „großen Männer“ als vorantreibenden Subjekten der Geschichte und verwies auf die Bedeutung der ökonomischen Bedürfnisse größerer Gruppen – hielt also am Klassenbegriff fest.
Mit den Gedanken über die provisorischen Utopien schuf Wigforss bedeutenden Beiträge zur Theoriedebatte. In diesem Werk setzte er sich mit der Bedeutung von Utopien für das politische Handeln auseinander. So sollten sich Utopien immer wieder den wechselnden neuen Bedingungen anpassen.

## Politische Karriere
1919 wurde Wigforss als sozialdemokratischer Abgeordneter für Göteborg in die damals noch existente erste Kammer des Schwedischen Reichstags gewählt. Unter dem sozialdemokratischen Ministerpräsidenten Rickard Sandler wurde Wigforss 1925 erstmals zum Finanzminister ernannt, erst zeitweilig anstelle des erkrankten Amtsinhabers Fredrik Thorsson und nach dessen Tod als ordentlicher Minister bis zum Rücktritt der Regierung am 7. Juni 1926. Unter Per Albin Hansson war Wigforss von 1932 bis 1936 erneut Finanzminister, ebenso in den folgenden Regierungen bis 1949.
Wigforss spielte eine herausragende Rolle bei der Entwicklung des schwedischen Sozialstaats und einer Wirtschaftspolitik, die durch hohe Abgaben geprägt ist. Maßgeblichen Einfluss auf Wigforss' politisches Handeln hatte der Ökonom John Maynard Keynes.
Auch nach dem Ende seiner Ministerkarriere war Wigforss außerparlamentarisch politisch aktiv. So engagierte er sich in der Anti-Atom-Bewegung und setzte sich für ein Ende des schwedischen Nuklearwaffen-Forschungsprogramms ein.

## Werke (Auswahl)
- Södra Hallands folkmål, Stockholm 1913 (Dissertation)
- Nej! Till svenska atomvapen, Stockholm 1959